# Coppa delle Coppe 1988-1989 (hockey su pista)
La Coppa delle Coppe 1988-1989 è stata la 13ª edizione dell'omonima competizione europea di hockey su pista riservata alle squadre di club. Il torneo ha avuto inizio l'8 aprile e si è concluso il 21 giugno 1989. Il titolo è stato conquistato dagli italiani del Roller Monza per la prima volta nella loro storia sconfiggendo in finale i portoghesi del Porto. In quanto squadra vincitrice, il Roller Monza ha ottenuto anche il diritto di partecipare alla Supercoppa d'Europa.

## Squadre partecipanti
| Nazione        | Club            | Città            | Qualificazione                                 |
| -------------- | --------------- | ---------------- | ---------------------------------------------- |
| Belgio         | Rolta           | Lovanio          |                                                |
| Francia        | La Vendéenne    | La Roche-sur-Yon | 2º in 1ere Division 1988                       |
| Germania Ovest | Mönchengladbach | Mönchengladbach  | Detentore della Coppa di Germania Ovest 1988   |
| Italia         | Roller Monza    | Monza            | Finalista della Coppa Italia 1987-1988         |
| Portogallo     | Porto           | Porto            | Detentore della Coppa del Portogallo 1987-1988 |
| Spagna         | Barcellona      | Barcellona       | Semifinalista della Coppa del Re 1988          |
| Svizzera       | Wimmis          | Wimmis           | Detentore della Coppa di Svizzera 1988         |

## Risultati

### Quarti di finale
| Squadra 1    | Totale | Squadra 2       | Andata | Ritorno |
| ------------ | ------ | --------------- | ------ | ------- |
| La Vendéenne | 6 - 34 | Barcellona      | 3 - 17 | 3 - 17  |
| Porto        | 12 - 5 | Rolta           | 9 - 2  | 3 - 3   |
| Roller Monza | 12 - 8 | Mönchengladbach | 8 - 2  | 4 - 6   |

### Semifinali
| Squadra 1    | Totale | Squadra 2  | Andata | Ritorno |
| ------------ | ------ | ---------- | ------ | ------- |
| Porto        | 17 - 3 | Wimmis     | 7 - 1  | 10 - 2  |
| Roller Monza | 7 - 5  | Barcellona | 4 - 2  | 3 - 3   |

### Finale
| Squadra 1    | Totale | Squadra 2 | Andata | Ritorno |
| ------------ | ------ | --------- | ------ | ------- |
| Roller Monza | 10 - 9 | Porto     | 7 - 3  | 3 - 6   |

#### Andata
| Brugherio 7 giugno 1989 | Roller Monza | 7 – 3 | Porto | Palazzetto Paolo VI |

#### Ritorno
| Porto 21 giugno 1989 | Porto | 6 – 3 | Roller Monza | Pavilhão Rosa Mota |